# João Francisco
Pour les articles homonymes, voir Francisco et Maia.
João Francisco Maia, plus communément appelé João Francisco, est un footballeur portugais né le 24 octobre 1899 à Lisbonne et mort en avril 1974. Il évoluait au poste d'attaquant.

## Biographie

### En club
João Francisco joue toute sa carrière dans le club du Sporting CP,.
Il est vainqueur du Championnat du Portugal en 1923, à une époque où la première division portugaise actuelle n'existait pas, son format se rapproche beaucoup de l'actuelle Coupe du Portugal.

### En équipe nationale
International portugais, il reçoit quatre sélections en équipe du Portugal entre 1921 et 1925, pour un but marqué.
Il joue le tout premier match de l'équipe nationale du Portugal le 18 décembre 1921 en amical contre l'Espagne (défaite 1-3 à Madrid).
Son dernier match a lieu le 18 juin 1925 contre l'Italie en amical (victoire 1-0 à Lisbonne). Il marque son seul but en équipe nationale lors de cette rencontre.

## Palmarès
Avec le Sporting CP :
- Vainqueur du Championnat du Portugal (ancêtre de la Coupe du Portugal) en 1923
- Champion de Lisbonne en 1922, 1923, 1925 et 1928